# Jaroslav Seifert
Jaroslav Seifert (Prag, 23. rujna 1901. – Prag, 10. siječnja 1986.), češki književnik.
Dobitnik je Nobelove nagrade za književnost 1984. godine. 